# ハートフォード金融サービスグループ
ハートフォード金融サービスグループ（ハートフォードきんゆうサービスグループ、英語: Hartford Financial Services Group, Inc.）はザ・ハートフォード（The Hartford）とも呼ばれ、アメリカ合衆国コネチカット州ハートフォードに本部を置く保険会社である。最近は生命保険業を売却したので、傷害保険業に注力している。

## 歴史
- 1913年、ハートフォード損害保険会社（Hartford Accident and Indemnity Company）として設立。
- 1959年、Columbian National Life Insurance Company（本部：ボストン）を買収して、生命保険へ進出。
- 1970年、ITTがハートフォード保険会社を買収して、これは当時米国で最大の企業買収で、合併後の会社名はITT-Hartford Groupとなった。
- 1995年、ITT-Hartfordはいくつかの会社をスピンオフして、ハートフォードは独立して、ニューヨーク証券取引所へ上場（ティッカーシンボルHIG）。
- 1997年、会社名をITT-Hartford Groupからハートフォード金融サービスグループへ変更。
- 2009年、アメリカ財務省は金融安定化法に基づく不良資産救済プログラム（Troubled Asset Relief Program、TARP）により、ハートフォードを含む保険大手6社に公的資金注入の受け入れ資格を付与し資本注入が承認された[1]。
- 2012年、今後は損害保険、ミューチュアル・ファンド、福利厚生資金管理などに注力することを発表。
- 2013年、生命保険会社をプルデンシャルに売却。

## 日本法人「ハートフォード生命保険」の設立と売却
2000年に日本法人であるハートフォード生命保険株式会社営業開始。
イメージキャラクターには歌手の氷川きよしを採用。2007年より2009年までプロ野球・千葉ロッテマリーンズのオフィシャルスポンサーだった。
2009年5月1日、日本市場での新規の保険販売を6月に中止すると発表。
2014年7月1日、日本法人の全株式をオリックス生命保険株式会社に売却。商号は変わらなかったがアメリカ本社との資本関係は無くなった。
2015年7月1日、ハートフォード生命保険（旧日本法人）はオリックス生命保険に吸収合併された。